# Le Mesnil-Réaume
Le Mesnil-Réaume is een gemeente in het Franse departement Seine-Maritime (regio Normandië) en telt 458 inwoners (2004). De plaats maakt deel uit van het arrondissement Dieppe.

## Geografie
De oppervlakte van Le Mesnil-Réaume bedraagt 5,5 km², de bevolkingsdichtheid is 83,3 inwoners per km².
De onderstaande kaart toont de ligging van Le Mesnil-Réaume met de belangrijkste infrastructuur en aangrenzende gemeenten.

## Demografie
Onderstaande figuur toont het verloop van het inwonertal (bron: INSEE-tellingen).